# Otto Rauth (Maler)
Otto Rauth (* 17. Mai 1862 in Heilbronn; † 21. Dezember 1922 in Hannover) war ein deutscher Illustrator, Zeichner, Maler und Kunstlehrer.

## Leben

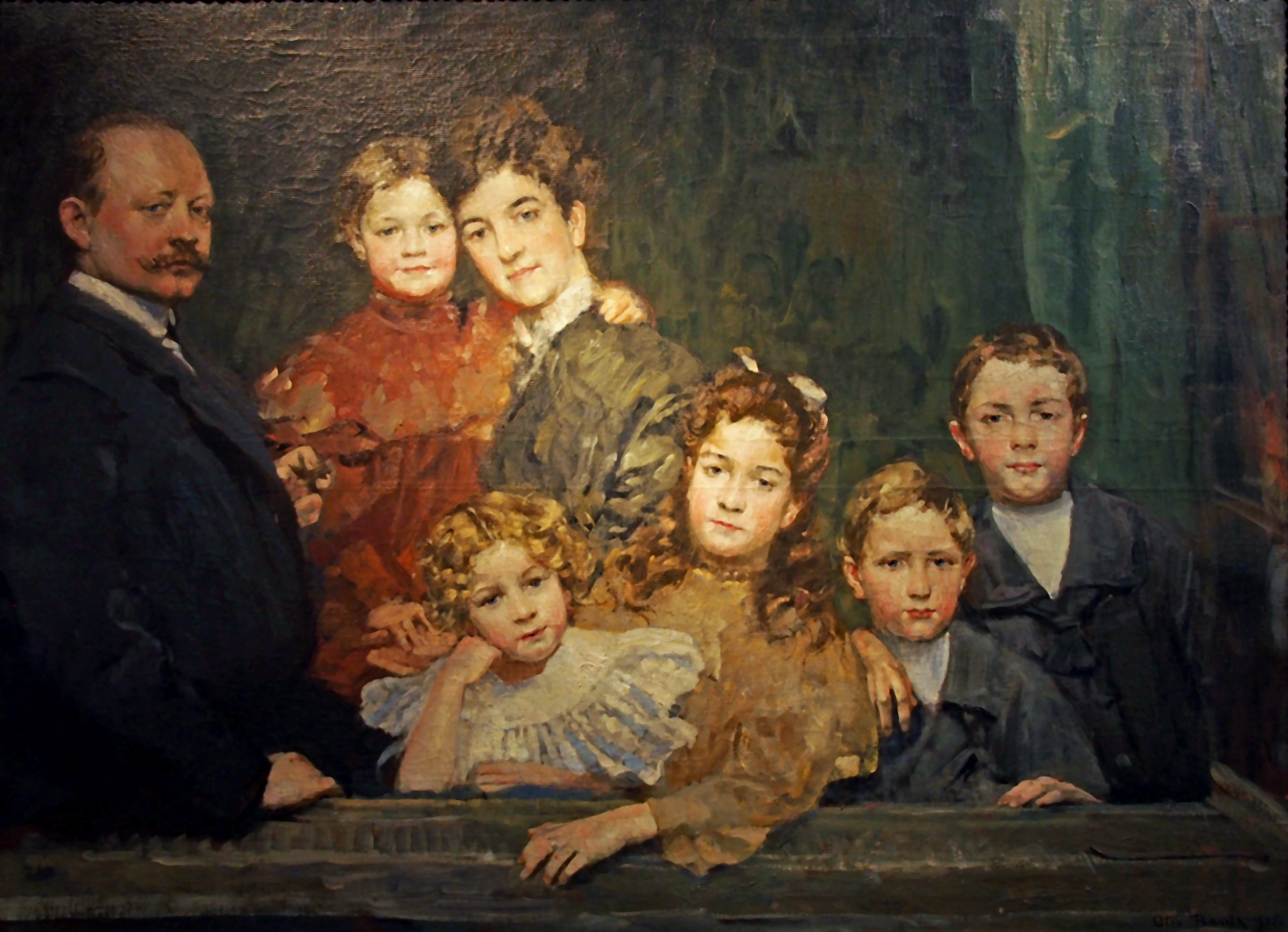
C.F.Knickmeyer mit Familie von Otto Rauth (1905), im Historischen Museum Hannover

Rauth war der Sohn des Malers Carl Ludwig Rauth. Er studierte von 1887 bis 1882 unter Jakob Grünenwald und Alexander von Liezen-Mayer an der Kunstakademie Stuttgart und ab Oktober 1884 das Fach Malerei an der Kunstakademie München unter „Fr. Seitz“.
In den 1890er Jahren ließ sich Rauth in Hannover nieder und malte seitdem insbesondere Landschaften, Stillleben und Stadtansichten von Hannover. Gefördert wurde er dabei durch den Stadtdirektor Heinrich Tramm. Rauth arbeitete als Lehrer an der Kunstgewerbeschule Hannover. Er war langjähriges Mitglied des Kunstvereins Hannover; dieser veranstaltete 1923, ein Jahr nach dem Tode Rauths, eine große Gedächtnisausstellung, die sogenannte „Herbstausstellung“, für den Maler.

## Werke (Auswahl)
Arbeiten von Rauth finden sich unter anderem im Niedersächsischen Landesmuseum in Hannover.
- 1895: Das Hohe Ufer, Aquarell Am Hohen Ufer mit Blick auf den Beginenturm mit der Pferdeschwemme und der Sommerbrücke[2]
- Landschaft mit aufziehendem Gewitter[4]
- Die Versuchung

Er fertigte zudem 14 Illustrationen für das Buch Der Bürgermeister und sein Sohn: Erzählung aus dem alten Heilbronn von Philipp Spieß an. 24 Aquarelle mit Ansichten aus Althannover kamen in die Sammlung des Vaterländischen Museums in Hannover.